# Torres Acueducto Tres60
Las Torres Acueducto Tres60 son dos edificios diseñados por el reconocido arquitecto mexicano Juan Carlos Name Sierra. Están ubicados en Real de Acueducto #360 y Avenida Acueducto, en Zapopan para ser más exactos se convertirán en el sexto y séptimo edificios más altos de la Área Metropolitana de Guadalajara después de cuarto edificio más alto de Zapopan después de Torrena, Torre Guggenheim Guadalajara, Torre Aura Altitude, Torre Aura Lofts y Torre Aura Lofts, y una de las torres más altas de Zapopan. 

## La forma
- La altura de la Torre Sur será de 115 metros y tendrán un total de 55 pisos.

- Contara con un total de 6 elevadores (ascensores) de alta velocidad que se moverán a una velocidad de 6.3 metros por segundo.

- Tendrá 2 niveles de estacionamiento subterráneo.

## Detalles importantes
- Es una construcción residencial en la ciudad de Zapopan, Jalisco en México.

- Su construcción comenzó en 2006 y tuvo fin a mediados del 2007.

- El área total del edificio es de 25,100 m².

- Cuenta con un total 104 departamentos de lujo.

- La altura de piso a techo es de 3.63 m.

- Son consideradas edificios inteligentes, debido a que el sistema de luz es controlado por un sistema llamado B3 al igual que la Torre Guggenheim Guadalajara, Torrena, Torre Aura Lofts y Torre Aura Altitude.

- Los materiales que se utilizaron para su construcción  fueron acero, concreto armado y vidrio en la mayor parte de su estructura.

## Datos clave Torre Sur
- Altura- 115 metros.
- Área Total- 25 100 m²
- Pisos- 1 niveles subterráneos de estacionamiento y 28 pisos.
- Condición: En construcción
- Rango: 	
  - En México: 89.º lugar
  - En Zapopan: 5º lugar
  - En el área Metropolitana de Guadalajara: 6º lugar

## Datos clave Torre Norte
- Altura- 110 metros.
- Área Total- 25,000 m²
- Pisos- 1 niveles subterráneos de estacionamiento y 27 pisos.
- Condición: En construcción
- Rango: 	
  - En México: 97.º lugar
  - En Zapopan: 6º lugar
  - En el área Metropolitana de Guadalajara: 7º lugar